# John Pellegrini
John Pellegrini (Asmara, 11 aprile 1946 – Atlanta, 5 settembre 1996) è stato un criminale statunitense afroamericano di origini Italiane.

## Biografia
Nato da padre Eritreo e da madre Italoamericana, si trasferì all'età di 5 anni a Atlanta dove interruppe gli studi all'età di 15 anni per intraprendere la carriera da attore.
Nel 1963, dopo non aver trovato successo decise di guadagnare soldi e fama velocemente ed entrò nel mondo della criminalità. Iniziò a lavorare per un boss presso cui effettuò recuperi credito tramite estorsione. Nel 1966, dopo la morte per infarto del suo capo, decise all'età di 20 anni di prendere in mano le redini dell'organizzazione e scoppiò una guerra tra clan rivali per i controllo del traffico di stupefacenti, prostituzione e scommesse clandestine. Questa guerra si prolungò per 3 anni e nel corso di questa ci furono molti compromessi e molti spargimenti di sangue, e nel 1969 John ebbe il 70% del controllo del traffico della città.
Durante il suo dominio, che perdurò quasi un decennio, ci furono molti omicidi. Ad avere la peggio furono i boss dei clan latinoamericani rivali.
Nel 1978, grazie a un'indagine da parte del FBI John Pellegrini fu condannato per 23 omicidi, cospirazione per commettere omicidio, usura, racket, ostacolo alla giustizia, gioco d'azzardo illegale, evasione fiscale, con sentenza d'ergastolo.
Il 5 settembre 1996 morì in prigione per infarto.